# Heather Matarazzo
Heather Amy Matarazzo (ur. 10 listopada 1982 roku na Long Island w Nowym Jorku) – amerykańska aktorka filmowa i telewizyjna.

## Życiorys
Adoptowana córka Camille i Raya Matarazzo. Ma korzenie irlandzkie. Aktorstwem interesowała się od najmłodszych lat.
Pierwszy gościnny występ zaliczyła w serialu stacji Nickelodeon The Adventures of Pete & Pete (1993). Później ubiegała się między innymi o rolę Lex Murphy w Parku Jurajskim (Jurassic Park, 1993). Przełomową, docenioną przez krytykę rolę zagrała dwa lata później w dramacie Witaj w domku dla lalek (Welcome to the Dollhouse, 1995). Przyniosła jej ona wiele nagród, jak Young Artist Award. W latach dziewięćdziesiątych Matarazzo często grywała epizodycznie w popularnych filmach i serialach. Pojawiła się na drugim planie w thrillerze Adwokat diabła (The Devil's Advocate, 1997). Krytycy docenili ją ponownie, tym razem jako Heather Wiseman, córkę agenta FBI w serialu CBS Nowe wcielenie (Now and Again, 1999). Występ w tym projekcie przyniósł jej nominację do nagrody Saturn Award. Największą popularność przyniósł jej film Pamiętnik księżniczki (The Princess Diaries, 2001), gdzie zagrała przyjaciółkę głównej bohaterki. Na planie filmu zaprzyjaźniła się z grającą główną rolę Anne Hathaway. Heather kilkakrotnie występowała w teledyskach, m.in. u Sheryl Crow. Znana jest także z ról w popularnych horrorach: Hostelu 2 (Hostel: Part II, 2007) w reżyserii Eliego Rotha oraz Krzyku 3 (Scream 3, 2000) Wesa Cravena.
W 2004 roku przyznała się publicznie do swojej homoseksualnej orientacji. Cztery lata później zaręczyła się ze swoją partnerką, Carolyn Murphy.

## Filmografia
| Rok  | Tytuł                                         | Rola                      | Uwagi                      |
| ---- | --------------------------------------------- | ------------------------- | -------------------------- |
| 1995 | Witaj w domku dla lalek                       | Dawn Wiener               | nagroda Independent Spirit |
| 1997 | Burzliwe ulice                                | Ashley                    |                            |
| 1997 | Adwokat diabła                                | Barbara                   |                            |
| 1998 | Klub 54                                       | Grace O'Shea              |                            |
| 1998 | Córy amerykańskich Ravioli                    | Theresa 'Tweety' Goldberg |                            |
| 1999 | Nasi chłopcy                                  | Leslie Farber             |                            |
| 2000 | Krzyk 3                                       | Martha Meeks              |                            |
| 2001 | Pamiętnik księżniczki                         | Lilly Moscovitz           |                            |
| 2002 | Fajna z niego babka                           | Katie                     |                            |
| 2003 | The Pink House                                | Charlotte                 |                            |
| 2004 | Wszyscy święci!                               | Tia                       |                            |
| 2004 | Pamiętnik księżniczki 2: Królewskie zaręczyny | Lilly Moscovitz           |                            |
| 2006 | Believe in Me                                 | Cindy Butts               |                            |
| 2007 | Hostel 2                                      | Lorna                     |                            |
| 2010 | Mangus!                                       | Jessica Simpson           |                            |
| 2022 | Krzyk (Scream)                                | Martha Meeks              |                            |
| 2023 | Małymi kroczkami (The Mattachine Family)      | Annie                     |                            |